# Santa Maria de Luxemburg

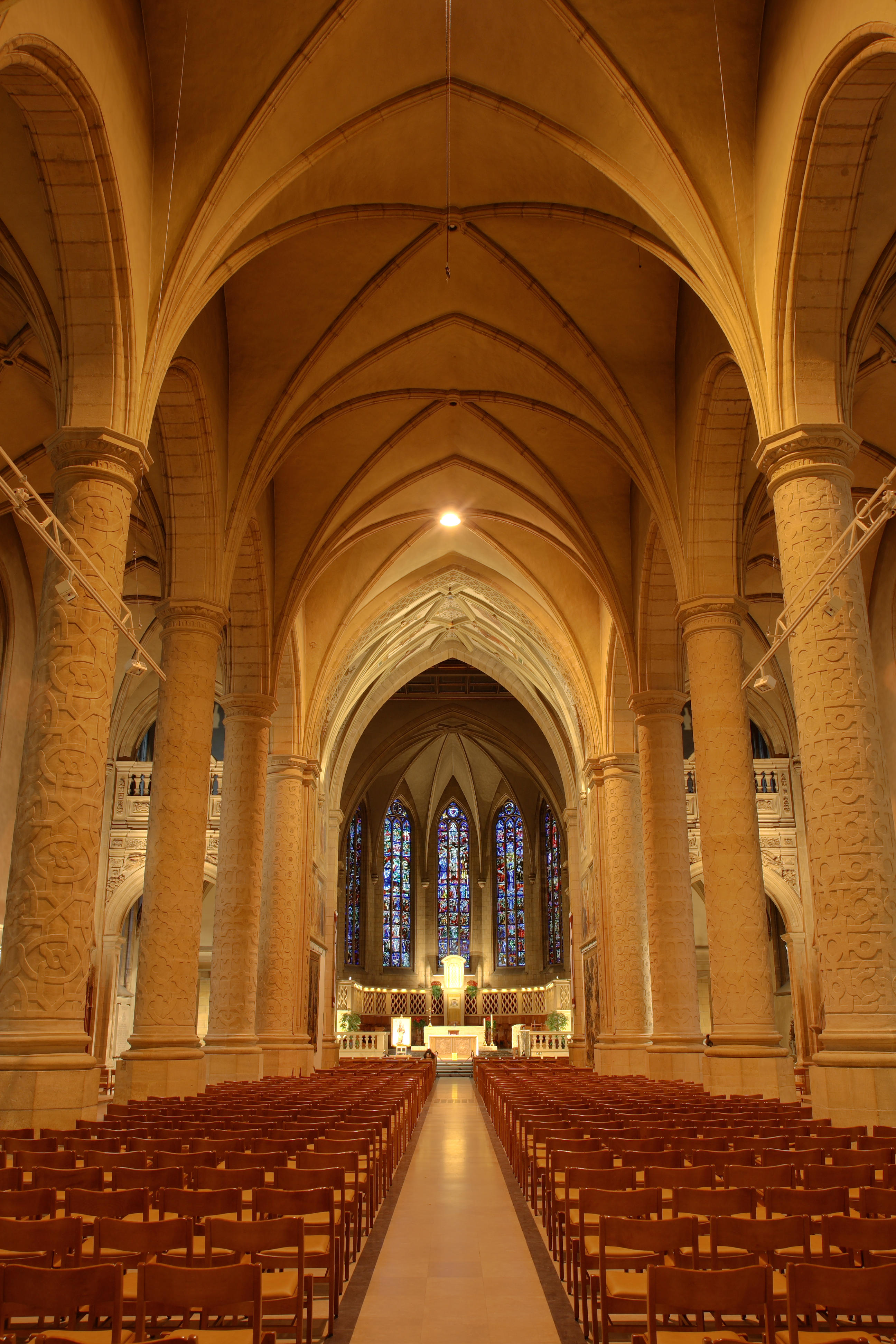
Nau central de la catedral.

La Catedral de Santa Maria o Catedral de La nostra Senyora (en alemany Kathedrale unserer lieben Frau, en francès Cathédrale Notre-Dame i en luxemburguès Kathedral Notre-Dame) és una catedral catòlica luxemburguesa, que, en ser la catedral de l'arxidiòcesi de Luxemburg, constitueix la principal església d'aquest país. La seva primera pedra va ser col·locada el 1613, i originalment era una església pertanyent als jesuïtes.
La catedral constitueix un exemple de l'estil gòtic, no obstant això, posseeix alguns elements renaixentistes. A la fi del segle xviii, l'església va rebre la imatge miraculosa de Maria Consolatrix Afflictorum, la patrona de la ciutat i del ducat.
Aproximadament cinquanta anys després, l'església va ser consagrada; i elevada el 1870 al rang de catedral per Pius IX. Entre 1935 i 1938, va ser ampliada.